# A Knight in Camelot
A Knight in Camelot (br: Uma Cavaleira em Camelot)  é um telefilme estadunidense de 1998, dos gêneros comédia familiar, aventura e fantasia, estrelado por Whoopi Goldberg, distribuído pela Disney, dirigido por Roger Young e vagarmente baseado no romance Connecticut Yankee in King Arthur's Court, de Mark Twain. Foi exibido pela primeira vez nos Estados Unidos em 8 de novembro de 1998, sendo lançado posteriormente  direto em vídeo. As filmagens ocorreram nas cidades de Newcastle upon Tyne, na Inglaterra, e  Budapeste na Hungria.

## Sinopse
Vivien Morgan, uma atrapalhada e bem-humorada pesquisadora de computadores e cientista de Connecticut obtém sucesso com uma de suas ousadas invenções, conseguindo viajar no tempo. Ela é acidentalmente transportada de volta para 1589 A.C. no reino de Camelot, onde luta contra magia, feitiçaria e preconceitos medievais. Vivien é condenada a ser queimada na fogueira pelo temível Merlin, mas descobre entre os dados de seu laptop que haverá um eclipse solar em curto período de tempo. Com seus "poderes mágicos" ela faz o sol voltar a aparecer novamente. 
Enquanto usa seus encantos e tecnologias para ganhar a proteção do tribunal do reino, Vivian é nomeada 'Sir Chefe' e consegue se tornar um novo membro dos Cavaleiros da Távola Redonda. Ela também se torna amiga pessoal do Rei Arthur e decide lutar contra as várias leis e a escravidão da época com a ajuda do seu escudeiro, o jovem pajem Clarence.

## Elenco
- Whoopi Goldberg - Dra. Vivien Morgan/Sir Chefe[1]
- Michael York - Rei Arthur
- Simon Fenton - Clarence
- Paloma Baeza - Sandy
- Ian Richardson - Merlin
- James Coombes - Sir Lancelot
- Robert Addie - Sir Sagramore
- Amanda Donohoe - Rainha Guinevere
- John Guerrasio - Bob